# Popowia hirta
Popowia hirta är en kirimojaväxtart som beskrevs av Friedrich Anton Wilhelm Miquel. Popowia hirta ingår i släktet Popowia och familjen kirimojaväxter. Inga underarter finns listade i Catalogue of Life.